# Wie wordt Kruimeltje?
Wie wordt Kruimeltje? was een Nederlandse talentenjacht die door de AVRO werd uitgezonden vanaf 8 mei 2010. In het programma werd door Ewout Genemans verslag gedaan van de zoektocht naar een jeugdacteur voor de rol van Kruimeltje in de gelijknamige musical. Na de audities, waar enkele honderden jongens met een leeftijd van twaalf jaar of jonger aan deelnamen, zijn tien finalisten overgebleven. Bij de finale op 3 juli 2010 is uit deze kandidaten een winnaar gekozen, namelijk Joes Brauers.

## Deelnemers
Aan het programma deden tien jongens mee. Jillis Roshanali, Jurre Otto, Joes Brauers, Jesse Pardon, Joep Reijnen, Dennis Edam, Stefan Perrier, Sami Kappé, Emilio Moreno en Nigel Gerritsen. Zes jongens mochten uiteindelijk de rol gaan spelen en Joes Brauers werd uiteindelijk 'het gezicht' van Kruimeltje op de poster. Jurre, Joes, Jesse, Joep, Stefan en Sami mochten de rol gaan spelen in het Efteling Theater.

## Jury
De jury bestond uit Kim-Lian van der Meij, René van Kooten en Cystine Carreon.

## Trivia
- Zowel Jurre Otto als Jesse Pardon en Joep Reijnen deden in 2013 mee aan het tweede seizoen van The Voice Kids. Ze bereikten alle drie de finale.
- Stefan Perrier mocht de hoofdrol van Kruimeltje spelen in de tv-serie, die ook op dvd is verschenen.
- In de Theatertour van de musical speelden uit het tv-programma alleen Joes en Sami nog Kruimeltje en mocht oud-deelnemer Emilio de rol ook vertolken.